# Scott Stuber
Scott Stuber (Los Angeles, 13 december 1968) is een Amerikaanse filmproducent.

## Biografie
Scott Stuber werd in 1968 geboren in Granada Hills, een buurt in Los Angeles. Hij studeerde aan de Universiteit van Arizona. Van juni 2008 tot februari 2009 was hij getrouwd met actrice Rachel Nichols. Sinds september 2011 is hij gehuwd met actrice Molly Sims, met wie hij drie kinderen kreeg.
In de jaren 1990 werkte Stuber voor het productiebedrijf Donner/Shuler-Donner Productions van Richard Donner en diens echtgenote Lauren Shuler Donner. In dienst van het bedrijf werkte hij mee aan de productie van Volcano (1997) en was hij in een vroege fase betrokken bij de ontwikkeling van films als Any Given Sunday (1999) en X-Men (2000). Nadien ging hij aan de slag bij de marketingafdeling van Universal Pictures.
In augustus 1997 werkte Stuber zich samen met Mary Parent op tot vicevoorzitter van de productieafdeling van Universal Pictures. In februari 2001 werd hij samen met Parent gepromoveerd tot voorzitter van de productieafdeling. Twee jaar later richtte de studio een nieuwe functie op en werden de twee benoemd tot vicevoorzitters van de wereldwijde productieafdeling van Universal. In die functie werden Stuber en Parent verantwoordelijk voor de aankoop, ontwikkeling en productie van alle films van de studio.
In 2005 richtte Stuber met Parent de productietak Stuber/Parent Productions op. Onder die naam maakte het duo films als You, Me and Dupree (2006), The Kingdom (2007) en Role Models (2008) voor Universal. In 2008 sloot Stuber een deal met de studio om films te maken onder het productielabel Stuber Productions. In 2012 werd de naam van de productietak veranderd in Bluegrass Films. Onder het nieuwe label maakte Stuber films als Ted (2012), Kill the Messenger (2014) en Central Intelligence (2016).
In maart 2017 werd hij bij streamingdienst Netflix in dienst genomen als hoofd van de filmafdeling. Bluegrass Films werd vervolgens overgelaten aan producent Dylan Clark. Stuber werd in diezelfde periode ook door Viacom benaderd om Brad Grey op te volgen als voorzitter van Paramount Pictures.

## Filmografie
| Jaar | Titel                             | Rol                |
| ---- | --------------------------------- | ------------------ |
| 1997 | Volcano                           | associate producer |
| 2006 | The Break-Up                      | producer           |
| 2006 | You, Me and Dupree                | producer           |
| 2007 | The Kingdom                       | producer           |
| 2008 | Welcome Home Roscoe Jenkins       | producer           |
| 2008 | Role Models                       | producer           |
| 2009 | Love Happens                      | producer           |
| 2009 | Couples Retreat                   | producer           |
| 2010 | The Wolfman                       | producer           |
| 2010 | Repo Men                          | producer           |
| 2010 | Love & Other Drugs                | producer           |
| 2011 | Your Highness                     | producer           |
| 2012 | Safe House                        | producer           |
| 2012 | Battleship                        | producer           |
| 2012 | Ted                               | producer           |
| 2013 | Identity Thief                    | producer           |
| 2013 | The Internship                    | executive producer |
| 2013 | 47 Ronin                          | executive producer |
| 2014 | Kill the Messenger                | producer           |
| 2014 | Endless Love                      | producer           |
| 2014 | A Million Ways to Die in the West | producer           |
| 2015 | Ted 2                             | producer           |
| 2016 | Central Intelligence              | producer           |
| 2016 | The Free State of Jones           | producer           |
| 2016 | Office Christmas Party            | producer           |
| 2016 | Patriots Day                      | producer           |
| 2016 | The Third Weel                    | producer           |
| 2017 | Little Evil                       | executive producer |